# Albert Torquéau
Albert Torquéau (né le 22 juillet 1920 à Brest et mort le 16 juillet 1944 à Garzonval en Plougonver) était instituteur et membre d'un groupe de résistants français FTP, le maquis de Berzoc'h en Plouguernével. 
Il fut fait prisonnier au cours d'une rafle et torturé, pour être fusillé le 16 juillet 1944 à l'âge de 24 ans comme Marcel Sanguy, 35 ans, et cinq autres résistants, près de la voie ferrée Guingamp-Carhaix, aux abords du village de Garzonval, en Plougonver. 
La détention et l'interrogatoire avec torture de ces sept personnes fut l'œuvre de membres du Bezen Perrot et du SD. 
Cette rafle a été racontée à partir de documents d'archives par Françoise Morvan dans son essai Miliciens contre maquisards.

## Distinctions
- Médaille de la Résistance française (10 janvier 1947)[2]

## Source
1. ↑  Relevé généalogique sur Geneanet
2. ↑  « - Mémoire des hommes », sur www.memoiredeshommes.sga.defense.gouv.fr (consulté le 4 mars 2023)